# سیدنی پاکستون
سیدنی پاکستون (انگلیسی: Sydney Paxton; ۱ ژانویهٔ ۱۸۶۰ – ۱ ژانویهٔ ۱۹۳۰) یک هنرپیشه اهل انگلستان بود.
وی بازیگر فیلم‌هایی همچون پول و آدم‌های مزخرف بوده است.